# Paços do Concelho de Lisboa

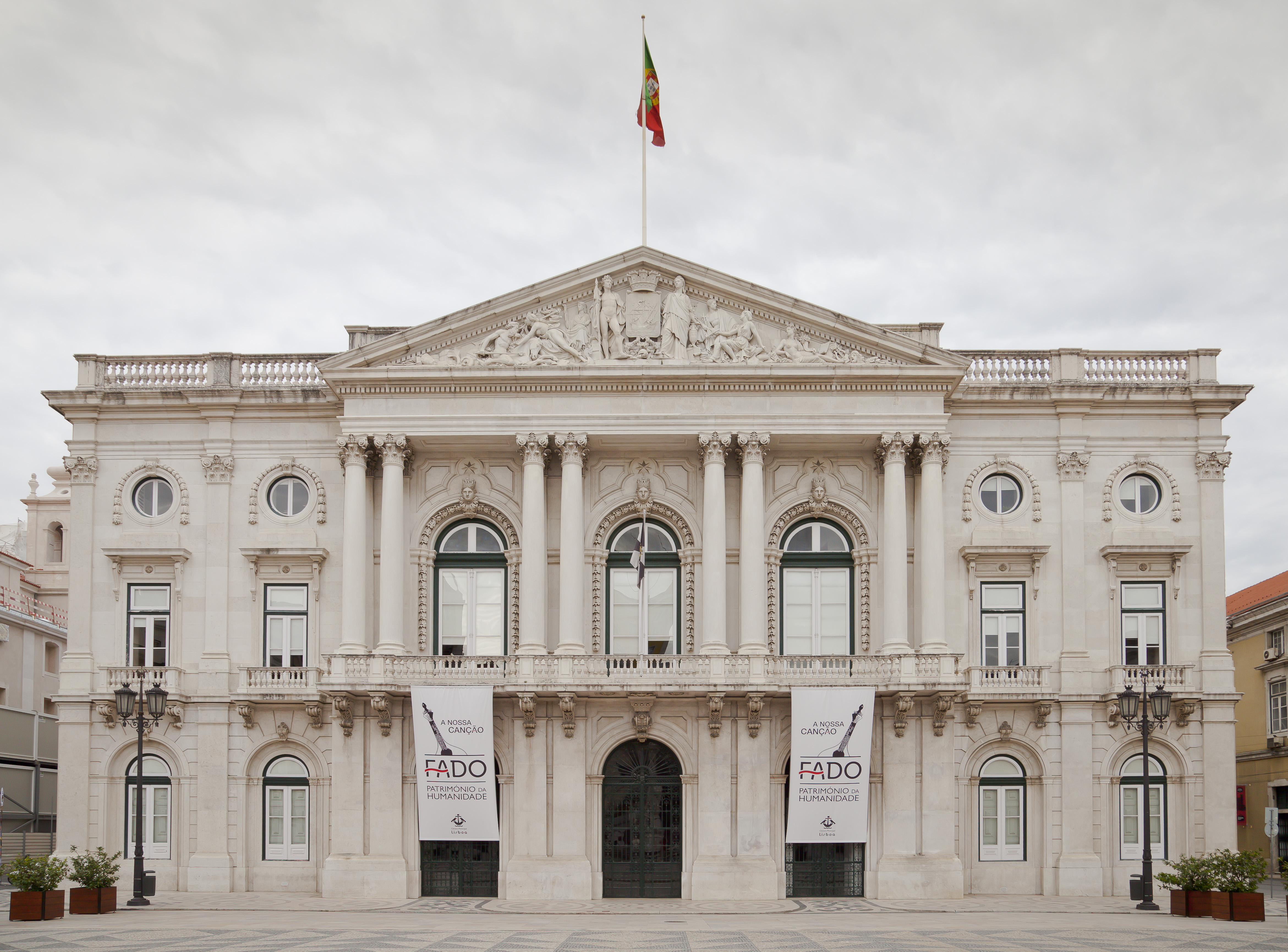
Paços do Concelho de Lisboa.

Os Paços do Concelho de Lisboa é o edifício, sito na Praça do Município, em Santa Maria Maior, Lisboa, que alberga a Câmara Municipal de Lisboa. Em estilo neoclássico, a sua fachada apresenta oito colunas que suportam um frontão, com esculturas de Calmels, e quatro óculos. No interior, é notável a escadaria central, ao cargo do arquitecto José Luís Monteiro, e a decoração pictórica de vários artistas, como Pereira Cão, Columbano Bordalo Pinheiro, José Malhoa e José Rodrigues.

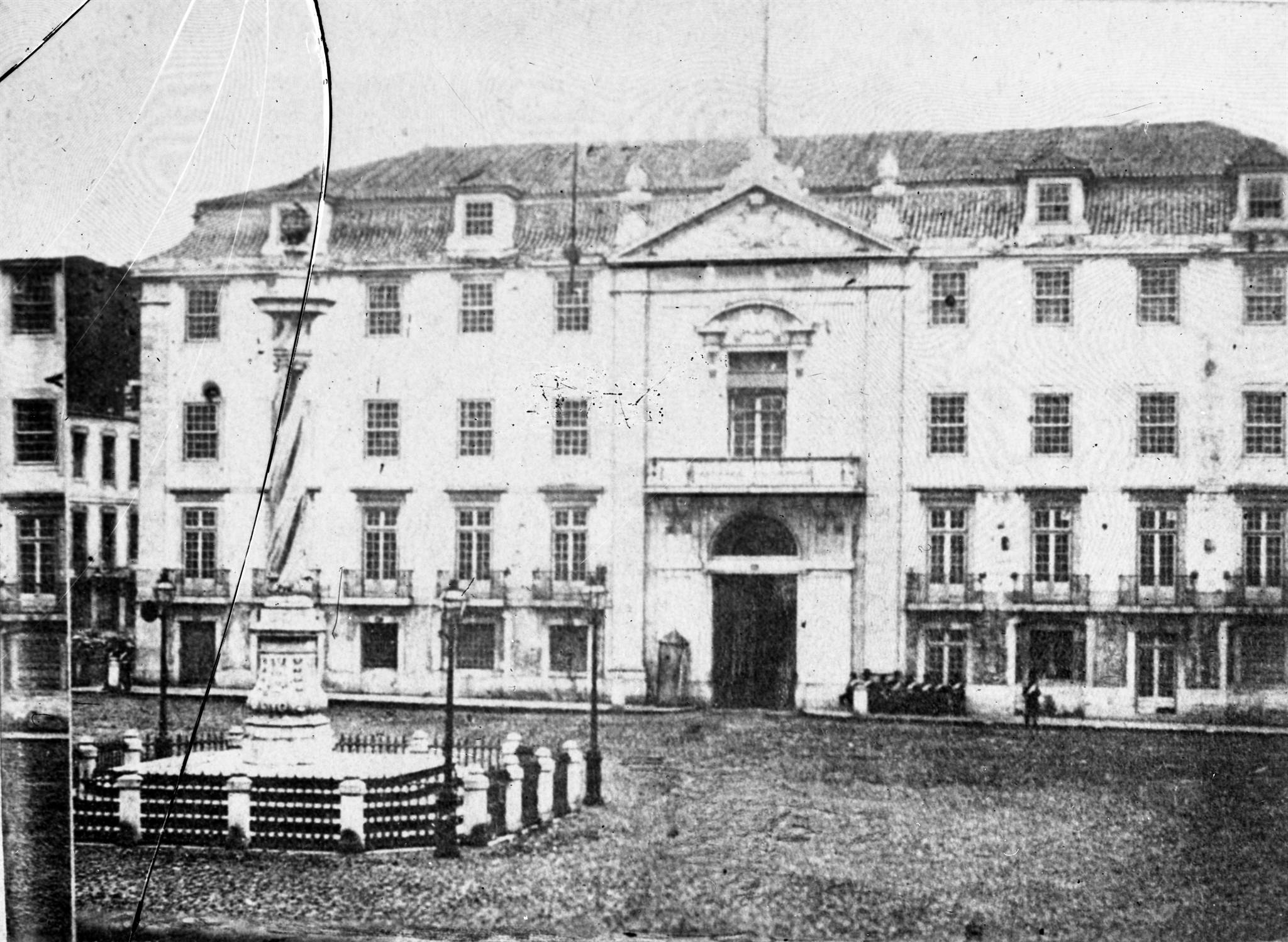
O edificio original dos Paços do Concelho, antes do incêndio de 1863.

Foi originalmente construido segundo projecto de Eugénio dos Santos, aquando da reconstrução pombalina da Baixa, após o Terramoto de 1755. Em 19 de Novembro de 1863, deflagrou um incêndio que destruiu completamente o imóvel. Um novo edifício foi erguido no mesmo local, pelo traço do arquitecto Domingos Parente da Silva, entre 1865 e 1880.
Desde as décadas de 1930 e 1940 que se tinham vindo a realizar acrescentos arquitectónicos, inclusivamente tendo sido acrescentar um andar amansardado que não constava do projecto inicial. Um novo incêndio, a 7 de Novembro de 1996, afectou os pisos superiores, ficando afectados os tectos e pinturas do primeiro andar. O arquitecto Silva Dias conduziu o plano de intervenção para a recuperação do edifício, optando-se por tornar a aproximar o edifício ao plano inicial de Domingos Parente da Silva.